# آدولف چرنی
آدولف چِرنی (چکی: Adolf Černý؛ ۱۹ اوت ۱۸۶۴ – ۲۷ دسامبر ۱۹۵۲) زبان‌شناس، شاعر، روزنامه‌نگار ومترجم اهل چک و همچنین استاد اسلاوشناسی در پراگ بود. تمرکز اصلی او بر روی زبان سوربی بود. چرنی با نام مستعار «یان روکیتا» نیز شعر می‌سرود. دانشگاه یاگیلونیا در کراکوف در سال ۱۹۴۷ به او دکترای افتخاری اعطا کرد.